# محمد جواد خسروی
محمد جواد خسروی (زاده ۲۳ آبان ۱۳۷۵ در بوشهر) بازیکن تیم ملی فوتبال ساحلی ایران است که در پست دروازه‌بان بازی می‌کند. او در سال ۲۰۲۳ در مسابقات قهرمانی آسیا تایلند قهرمان و موفق به کسب مدال طلا و در مسابقات جام باشگاه‌های جهان ۲۰۱۷ برزیل نایب قهرمان و همچنین نایب قهرمان المپیک ساحلی آسیا۲۰۲۳ عربستان و نامزد بهترین دروازه‌بان فوتبال ساحلی جهان در سال ۲۰۲۳ اشاره کرد.
وی با تیم ملی فوتبال ساحلی ایران در سال ۲۰۲۳ قهرمان آسیا در کشور تایلند شد.